# Wreckx-N-Effect
Wreckx-N-Effect byla americká new jack swingová a hip-hopová skupina, která se proslavila dvojnásobným platinovým singlem „Rump Shaker“ (RIAA).

## Historie
Kapela debutovala stejnojmenným albem Wrecks-N-Effect, které nahráli v roce 1988 pod vydavatelstvím Atlantic Records. Jejich tvorbu produkoval Teddy Riley. Nejúspěšnějším albem bylo Hard or Smooth z roku 1992, na kterém se nachází dvojnásobný platinový singl „Rump Shaker“.
Jejich píseň „New Jack Swing“ se objevila na fiktivním rádiu CSR 103.9 v počítačové hře Grand Theft Auto: San Andreas.

## Dřívější členové
- Markell Riley
- Aqil "A-Plus" Davidson
- Brandon Mitchell (zesnulý)

## Diskografie

### Studiová alba
| Rok                                                     | Název               | Vrcholová pozice | Vrcholová pozice | Vrcholová pozice |
| Rok                                                     | Název               | US               | US Hip-Hop       |                  |
| ------------------------------------------------------- | ------------------- | ---------------- | ---------------- | ---------------- |
| 1989                                                    | Wrecks-N-Effect     | 103              | 16               |                  |
| 1992                                                    | Hard or Smooth      | 9                | 6                |                  |
| 1996                                                    | Raps New Generation | —                | —                |                  |
| "—" znamená, že se album nedostalo do žádného žebříčku. |                     |                  |                  |                  |